# Copa Federación Extremeña (Frauenfußball)
Die Copa Federación Extremeña de Fútbol femenino (spanisch für Pokal der Federación Extremeña für Frauenfußball), kurz auch Copa FEF, ist ein offizieller Pokalwettbewerb für Fußballvereine der autonomen Gemeinschaft Extremadura in Spanien. Er ist der Verbandspokal für Frauenteams der regionalen Fußballorganisation Federación Extremeña de Fútbol (FEF).
Der Wettbewerb der Copa FEF für Frauenfußball wurde 2015 etabliert, nachdem das entsprechende Äquivalent für den Männerfußball schon zur Spielzeit 2013/14 erstmals ausgetragen wurde.

## Finalspiele
| Saison  |     | Datum             | Pokalsieger               | Ergebnis        | Finalist             | Ort                     |       |
| ------- | --- | ----------------- | ------------------------- | --------------- | -------------------- | ----------------------- | ----- |
| 2015/16 | I   | 1. Dezember 2015  | Santa Teresa CD           | 4:1             | CFF Badajoz Olivenza | Badajoz                 | [ 1 ] |
| 2016/17 | II  | 3. März 2017      | Santa Teresa CD           | 2:0             | Extremadura FCF      | Badajoz                 | [ 2 ] |
| 2017/18 | III | 22. Oktober 2017  | Santa Teresa CD           | 3:0             | Extremadura UD       | Almendralejo            | [ 3 ] |
| 2018/19 | IV  | 7. Oktober 2018   | CFF Cáceres               | 3:0             | Extremadura UD       | Cáceres                 | [ 4 ] |
| 2019/20 | V   | 4. Oktober 2019   | CFF Cáceres               | 2:2 (4:3 i. E.) | Santa Teresa CD      | Montijo                 | [ 5 ] |
| 2021/22 | VI  | 29. August 2021   | CP Cacereño (CFF Cáceres) | 3:2             | Santa Teresa CD      | Villanueva de la Serena | [ 6 ] |
| 2022/23 | VII | 7. September 2022 | CP Cacereño (CFF Cáceres) | 3:0             | Sport Extremadura CD | Solana de los Barros    | [ 7 ] |

## Statistik
| Rang | Rekordsieger                                           | Titel | Jahr                   | 0FT0 |
| ---- | ------------------------------------------------------ | ----- | ---------------------- | ---- |
| 1    | CFF Cáceres (seit 2021 als CP Cacereño)                | 4     | 2018, 2019, 2021, 2022 | 4    |
| 2    | Santa Teresa CD                                        | 3     | 2015, 2016, 2017       | 5    |
| 3    | Extremadura Femenino CF (2017–2020 als Extremadura UD) |       |                        | 3    |
| 4    | CFF Badajoz Olivenza                                   |       |                        | 1    |
| 4    | Sport Extremadura CD                                   |       |                        | 1    |